# 청음 (일본어)
청음(일본어: 清音, せいおん)은 폭넓게는 일본어의 음절 중에 발음과 촉음을 제외하고 탁점도 반탁점도 붙이지 않은 가나로 나타낸 것이며, 좁은 의미로는 탁음과 대립하는 무성자음을 가지는 음절만을 가리킨다. 

## 개요
전통적으로 청음은 이로하 47개 문자가 가리키는 음이었으나, 오늘날의 일본어에서는 일본어음의 가나 표기가 기본이 되는 오십음이라고 불리는 45개의 음절이다.
- あ - い - う - え - お
- か - き - く - け - こ
- さ - し - す - せ - そ
- た - ち - つ - て - と
- な - に - ぬ - ね - の
- は - ひ - ふ - へ - ほ
- ま - み - む - め - も
- や - ゆ - よ
- ら - り - る - れ - ろ
- わ

‘を’나 역사적 가나 사용법의 ‘ゐ’, ‘ゑ’를 오십음에 포함시킨 적이 있지만, 이들은 표기가 독립되어있지 않지만, 오늘날의 발음에 의한 모라로는 ‘あ행’의 ‘お’, ‘い’, ‘え’로 중복되고 있기에 독립했던 청음에서는 포함시키지 않는 경우가 있다.
엄밀하게는 청음에 언급되는 것은 유성자음을 가진 탁음과 대립하는 무성자음을 가진 음절에 대해서이며,  음운론적으로는 カ행 · サ행 · タ행 · ハ행만이 된다. 

또, ハ행에서는 유성음인 バ행에 대해서, 무성음은 パ행이 되는데, 음운론적으로는 청음 ハ행음 탁음과 반탁음이 되는 バ행 · パ행과는 관계성이 낮다. 하지만, 상고시대에는 ハ행은 パ행음처럼 발음되고 있었다. 이들이 중세에 ファ행음([ɸ]])처럼 변화하고, 근세이후에는 현재와 같이 ハ행음이 됐다. 즉, 자음 [p]가 [ɸ]을 지나서 [h]로 변화했기 때문에 역사적 경위로부터 본다면 청음 ハ행은 탁음과 반탁음에 해당되는 バ행과 パ행에는 모두 관계가 없다는 것은 아니다. 또, 아래에 적은 대로, ハ행음에는 バ행과 パ행음과의 교환도 있다.
자음의 유성음과 무성음과의 관계는 아래와 같다.
- ガ행[g] - カ행[k]
- ザ행[z] - サ행[s]
- ダ행[d] - タ행[t]
- バ행[b] - パ행[p]

또 음절 분류라는 점에서 요음
- きゃ - きゅ - きょ
- しゃ - しゅ - しょ
- ちゃ - ちゅ - ちょ
- にゃ - にゅ - にょ
- ひゃ - ひゅ - ひょ
- みゃ - みゅ - みょ
- りゃ - りゅ - りょ
- (くゎ)

을 청음에 포함시키는 것도 있지만, 가나로부터 분류하면 イ단음과 중복된다.

## 명칭의 유래
청음과 탁음의 구별은 중국의 전통적인 언어학인 음운학의 청탁에서 유래되고 있다. 다만, 중국 음운학에서의 청음은 무성자음만을 분류하고 있다.

## 음성학적인 특징
청음은 그 초성 자음에 따라서 다음과 같이 분류할 수 있다.
1. 초성에 자음 없음: あ행
2. 무성파열음: か행, た행(ち, つ는 제외)
3. 무성파찰음: ち, つ
4. 무성마찰음: さ행, は행
5. 비음: な행, ま행
6. 반모음: や행, わ행
7. 유음: ら행

## 청음과 탁음, 반탁음
청음과 대립하는 개념은 탁음과 반탁음이다. 이들은 모두 청음의 각 음에서 파생된 것이며, 숙어에서 뒤에 위치한 단어의 첫 음이 청음에서 탁음, 반탁음으로 바뀌는 연탁(예시: きり+はな→きりばな(切り花))이 보이는 등, 대응하는 것꼬리 친화성이 높다.
어느 음이 청음인지 아닌지는 일본어 화자 집단의 주관이나 문법적 용간에 따르는 점이 크다. 예를 들면, 청음인 な행이나 ま행과 같이 비음을 가진 모라에서도 비탁음이라고 불리는, が행의 각 음은 비음이 아닌 유성자음의, が행의 각 음과 의미상에 틀림 없이 사용되기 때문에, 독립된 청음이 아니라, か행의 탁음으로 분류된다. 무성자음으로 시작되는, ぱ행의 각 음은 は행의 각 음과의 교환이 있기 때문(2ほん(本)→1ぽん)에, は행의 반탁음이 된다.

## 같이 보기
- 청음 - 반탁음 - 탁음
- 무성음 - 유성음